# Metropolitanato de Tarso
El metropolitanato de Tarso o gran metropolitanato de Tarso (en griego: Μητρόπολη Ταρσοῦ) fue una sede episcopal metropolitana de la Iglesia del primer milenio o de la Pentarquía dentro del patriarcado de Antioquía. La sede del metropolitano estaba en la ciudad de Tarso, actualmente en Turquía. El metropolitanato de Tarso existió hasta la conquista árabe musulmana de Siria (634-639), cuando el emperador Heraclio I evacuó la ciudad y la dejó en la tierra de nadie entre el Imperio bizantino y el Califato ortodoxo. 

## Territorio
Tarso fue una antigua sede metropolitana en la época romana y bizantina que data de tiempos apostólicos. Desde 72 fue la capital de la provincia romana unificada de Cilicia hasta su división  (circa 297), cuando pasó a ser la capital de Cilicia I en la diócesis civil del Oriente. Tarso fue la segunda metrópolis en precedencia del patriarcado de Antioquía. 
De acuerdo a la Notitia Antiochena, la única Notitia Episcopatuum del patriarcado de Antioquía que se conoce, que se supone que data de la segunda mitad del siglo VI y fue elaborada por el patriarca Anastasio de Antioquía (quien gobernó el patriarcado dos veces entre 559 y 570 y entre 593 y 598) el metropolitanato de Tarso se extendía por la costa del mar Mediterráneo desde el río de Adana hasta el río de Roso. Esta demarcación está en la recensión griega publicada en 1884 por Athanasios Papadopoulos-Kerameus.

## Historia
El origen histórico de la diócesis se remonta a los tiempos del Nuevo Testamento. La difusión del cristianismo en Tarso se debe, sin duda, a Pablo de Tarso, que tras su conversión que tuvo lugar hacia el año 30 pasó un tiempo en la ciudad en donde nació. El martirologio romano recuerda a varios santos y mártires de Tarso: entre estos a Pelagia, Julita y Quirico, el obispo Atanasio, Castor y Doroteo. Una cueva en Tarso es uno de los muchos lugares que se dice que es la ubicación de la leyenda de los Siete durmientes de Éfeso, común al cristianismo y el islam.
Según la tradición, la erección de la diócesis se remonta a los primeros años de la expansión de la religión cristiana, con los obispos Jasón y Herodion, discípulos de san Pablo, mencionados en la Epístola a los romanos (16.11-21). No obstante, disponemos de cierta información a partir de algunos escritos que datan de la segunda mitad del siglo III, en los que se indica al obispo de Cilicia Eleno como administrador de algunas diócesis sufragáneas, lo que confirma que la sede de Tarso (capital de Cilicia) debe haber sido un obispado metropolitano. Sin embargo, la ciudad permaneció en gran parte pagana hasta la época de Juliano el Apóstata (r. 361–363), quien, según los informes, planeaba convertirla en su capital y luego fue enterrado junto a las murallas de la ciudad. 
El nombre de otro obispo de Tarso, Teodoro, aparece en las actas del Concilio de Nicea de 325. Una personalidad importante para la diócesis fue el obispo Diodoro, quien puso fin a una disputa entre su antecesor Silvano y los arrianos tras ser exiliado por el emperador Valerio Valente.
El Concilio de Nicea I en 325 aprobó la ya existente organización eclesiástica según la cual el obispo de la capital de una provincia romana (el obispo metropolitano) tenía cierta autoridad sobre los otros obispos de la provincia (sufragáneos), utilizando por primera vez en su canon 6 el nombre metropolitano. Quedó así reconocido el metropolitanato de Tarso en la provincia romana de Cilicia I.
El Concilio de Constantinopla I en 381 reconoció al metropolitano de Antioquía poderes de inspección sobre los metropolitanatos de la diócesis de Oriente. A la muerte del emperador Teodosio I en 395, el Imperio romano se dividió definitivamente y la diócesis civil de Oriente pasó a formar parte de lo que más tarde sería llamado Imperio bizantino o Imperio romano de Oriente.
Durante la guerra bizantino-sasánida (602-628) Tarso fue ocupada por el rey sasánida Cosroes II en 613 y fue recuperada por el emperador Heraclio I circa 628.
Tras la conquista musulmana del Levante en la década de 630, la ciudad de Tarso entró en contacto por primera vez con las fuerzas del Califato ortodoxo. No está claro cuándo la ciudad fue capturada por primera vez por los árabes, pero está claro que ella, y la región más amplia de Cilicia, permanecieron en disputa entre los bizantinos y el nuevo Califato durante varias décadas, hasta principios del siglo VIII. Según las fuentes musulmanas, durante su retirada, el emperador Heraclio retiró deliberadamente a la población y devastó la región entre Antioquía y Tarso, creando una tierra de nadie vacía entre los dos imperios. Como consecuencia, el metropolitanato de Tarso dejó de existir, pero debió continuar en el exilio, ya que el metropolitano Teodoro III es mencionado en 680. Tras la llegada de los árabes, muchos cristianos huyeron a Occidente. Entre estos hay que señalar al monje Teodoro, que fue elegido arzobispo de Canterbury en 668.

### Restauración del metropolitanato
En 778-779 los abasíes emprendieron el primer intento de restaurar la ciudad de Tarso como base de operaciones contra Bizancio, pero el trabajo aparentemente no se completó. No fue hasta 787-778 que la ciudad fue reconstruida y repoblada por Abu Sulaym Faraj al-Khadim al-Turki, por orden del califa Harún al-Rashid. Tarso aparentemente fue recuperada por los bizantinos poco después, en algún momento alrededor del cambio de siglo. La ciudad probablemente permaneció en manos bizantinas durante la guerra civil abasí de la Cuarta Fitna, pero volvió al control musulmán en 830, cuando el califa Al-Mamún reanudó las campañas ofensivas contra Bizancio. Es posible que el metropolitanato haya sido restaurado durante el período de recuperación bizantina y luego volvió al exilio, ya que se conoce la mención de un metropolitano anónimo en 955. La ciudad permaneció bajo el control de los abasíes y sus súbditos hasta 946-947, cuando pasó al emir hamdánida Sayf al-Dawla de Alepo. El 16 de agosto de 965 el emperador Nicéforo II Focas capturó la ciudad, poniendo fin al dominio musulmán. La mayoría de los musulmanes que se quedaron en la ciudad se convirtieron en cristianos. Durante el siglo siguiente las ciudades de Cilicia fueron repobladas con cristianos: colonos bizantinos griegos, provenientes de los Balcanes y de Asia Menor, o los inmigrantes armenios, por lo que Cilicia se convirtió en una región casi exclusivamente cristiana. La ciudad de Tarso permaneció bajo el dominio bizantino hasta 1085, cuando fue perdida a manos de la dinastía selyúcida.
Para el otoño de 1097 las fuerzas de la Primera Cruzada liberaron a Cilicia de los selyúcidas. Tarso fue disputada por bizantinos, cruzados y armenios, cambiando de manos reiteradas veces en las siguientes décadas. Durante el período de las Cruzadas, a partir del siglo XI, se erigió la arquidiócesis de Tarso de rito latino dentro del patriarcado latino de Antioquía, que desplazó al metropolitano griego y construyó de la iglesia de San Pablo, que probablemente era la catedral. En 1054 se produjo el Cisma de Oriente, aunque la ruptura definitiva entre las Iglesias de Roma y griega de Antioquía ocurrió definitivamente en 1098.

## Diócesis sufragáneas
Según la versión crítica de Ernst Honigmann (1925) de la Notitia Antiochena, Tarso tenía seis diócesis sufragáneas, cuyo orden de precedencia era el siguiente:
- Diócesis de Adana (actual Adana)
- Diócesis de Sebastia en Cilicia, (actual Ayaş)
- Diócesis de Pompeyópolis, (actual Mezitli)
- Diócesis de Malo
- Diócesis de Augusta
- Diócesis de Córico (actual Kız Kalesi)

Honigmann descartó la inclusión en la Notitia Antiochena de la diócesis de Céfiro por Siméon Vailhé (1907), que no aparece en ninguna recensión, pero que Vailhé agregó como sufragánea de Tarso porque se conocen 4 obispos entre 381 y 692 y que los escritos de Hierocles en el Synecdemus (siglo VI) y Jorge de Chipre en Descriptio orbis Romani (600-610) confirman que era sufragánea de Tarso. Esta situación no pudo ser resuelta por Honigmann, que también descartó la sugerencia del patriarca Rahmani de que esta diócesis podría ser la misma que Augusta, que falta en las recensiones siríacas. Sin embargo, Honigmann contempló la posibilidad de que en el momento en que el que la Notitia Antiochena fue redactada, este obispado estaba temporalmente vacante y, por lo tanto, su redactor lo pasó por alto o lo omitió intencionalmente. Michel Le Quien en Oriens christianus (1740) y Robert Devreesse en Le patriarcat d’Antioche depuis la paix de l’Église jusqu’à la conquête arabe (1945) mencionan las mismas siete diócesis sufragáneas.
Después de la redacción de la Notitia Antiochena, las diócesis de Adana y Pompeyópolis fueron elevadas al rango de arquidiócesis autocéfalas. Originalmente pertenecían a la provincia eclesiástica de Tarso también la sede de Anazarba con sus sufragáneas, que se convirtió en una provincia eclesiástica diferenciada (Cilicia II) a mediados del siglo VI.

## Episcopologio
- San Jasón †
- San Urbano †
- San Atanasio †
- Eleno † (antes de 252-después de 269)
- Clino †
- Lupo † (circa 314-325)
- Teodoro I † (mencionado en 325)
  - Antonio † (obispo arriano)
- Silvano † (351-después de 373)
- Acacio † (mencionado circa 360)
- Diodoro † (379-después de 381)
- Falerio † (mencionado en 394)
- Dositeo † (mencionado circa 415)
- Mariano †
- Eladio † (antes de 431-después de 431)
- Teodoro II † (antes de 449-después de 451)
- Pelagio † (mencionado en 458)
- Néstor † (?-489 exiliado)
- Sinclecio † (mencionado circa 530)
- Pedro † (mencionado en 553)
- Teodoro III † (mencionado en 680)
- Anónimo † (mencionado en 955)

## Sucesión
En la actualidad existen tres sedes titulares católicas y una sede titular ortodoxa que llevan el nombre de Tarso.
Durante el tiempo de dominación árabe la comunidad cristiana monofisita de la Iglesia ortodoxa siria estableció el metropolitanato sirio de Tarso. El primer metropolitano sirio conocido es Yohannan bar ʿEbrayta consagrado por el patriarca Severo II bar Mashqe en 668, al que le siguieron otros dieciséis metropolitanos conocidos, el último de los cuales fue consagrado por el patriarca Miguel el Sirio (1166-1199), que lo atestiguó en su Crónica. Fue la única de las once diócesis siríaco ortodoxas de Cilicia que parece haber persistido durante tanto tiempo.
En 1132 Tarso pasó a la dinastía rubénida, que estableció en Tarso la arquidiócesis armenia de Tarso bajo el catolicosado de la Gran Casa de Cilicia. Durante la Tercera cruzada los armenios de Cilicia prestaron colaboración a los cruzados y el caudillo armenio León (o Levon) pidió al emperador Enrique VI y al papa Celestino III el título de rey de Armenia. El papa envió a Tarso como legado al cardenal y arzobispo de Maguncia, Conrado de Wittelsbach, portando una corona que le sería entregada a León si el catolicosado armenio acordaba la unión con la Iglesia de Roma. A fines de 1198 los requerimientos fueron aceptados, se formó el Reino armenio de Cilicia y se firmó un acta de unión entre el legado papal y 12 obispos, entre los cuales estaba el arzobispo de Tarso, Narsés de Lambron. La unión se mantuvo intermitentemente hasta 1361 y la arquidiócesis armenia de Tarso se pasó con el tiempo a ser parte de la arquidiócesis de Adana-Bérékek, que desapareció durante el genocidio armenio en 1915. 
En 1212 las fuerzas del rey armenio expulsaron a los capitulares latinos de la catedral de San Pablo de Tarso y otras iglesias, transfiriéndolas, junto con otras propiedades católicas al patriarca ortodoxo de Antioquía. La arquidiócesis del rito latino de Tarso fue desmantelada definitivamente después del saqueo de los árabes en el siglo XIII y la captura de Tarso por los mamelucos en 1359 y continuó como sede titular hasta la actualidad, aunque está vacante desde el 5 de marzo de 1973, como todas las antiguas sedes del patriarcado de Antioquía. 
El Imperio otomano ocupó Tarso en 1516, existiendo una comunidad griega ortodoxa en la ciudad. Prácticamente todas las diócesis ortodoxas de Cilicia desaparecieron con la conquista mameluca, por lo que en tiempos otomanos todos las comunidades ortodoxas de Cilicia se unieron bajo la arquidiócesis de Tarso y Adana. El patriarcado ortodoxo de Antioquía sufrió un cisma en 1724 y se dividió entre la facción ortodoxa y la facción católica. Dentro de la rama ortodoxa la sede siguió hasta hoy como la arquidiócesis greco-ortodoxa de Tarso y Adana (a veces mencionada solo como Adana). Por un conflicto entre las facciones árabes y griegas del patriarcado de Antioquía, desde el 31 de enero de 1908 la sede quedó vacante no volviendo a tener un titular. Durante la Primera Guerra Mundial el área fue ocupada por tropas francesas y armenias luego del Tratado de Sevres en noviembre de 1919, que se retiraron el 5 de enero de 1922 después del Tratado de Ankara. La población ortodoxa huyó de Tarso o fue masacrada por las fuerzas turcas. Tras el Tratado de Lausana, para poner fin a la guerra greco-turca, en 1923 se implementó un intercambio de poblaciones entre Grecia y Turquía que condujo a la extinción total de la presencia cristiana ortodoxa en el territorio de la arquidiócesis de Tarso y Adana, tras la salida de 10 000 fieles. La arquidiócesis no fue suprimida, pero su existencia no fue restablecida.
La facción católica que surgió del cisma de 1724 dio lugar a la Iglesia greco-melquita católica y no pudo reconstituir la diócesis, por lo que el 12 de mayo de 1899 fue establecida la archieparquía titular de Tarso de los greco-melquitas.
La eparquía titular de Tarso de los maronitas fue creada en el siglo XIX. Fue conferida por primera vez por la Santa Sede el 28 de marzo de 1841, suprimida en 1925 y restablecida en 1926.